# VI. Tupou tongai király
VI. Tupou (ʻAhoʻeitu ʻUnuakiʻotonga Tukuʻaho; Nukuʻalofa, Tonga, 1959. július 12. –), tongaiul és angolul: Tupou VI, Tonga királya, a Tupou-ház hatodik uralkodója. IV. Tupou Taufaʻahau fia és V. Tupou György öccse.

## Élete
IV. Tupou Taufaʻahau király és Halaevalu Mataʻaho legfiatalabb gyermekeként született 1959-ben. Katonai karrierjét egyengetve 1982-ben belépett a Tongai Védelmi Szolgálat (TDS) haditengerészeti részlegébe, ahol sorhajóhadnagyi rangra emelkedett 1987-ben. 1990 és 1995 között ő parancsnokolt a Pacific-osztályú VOEA Pangai járőrhajón, amely akkoriban békefenntartó műveletet teljesített a pápua új-guineai Bougainville-ben.

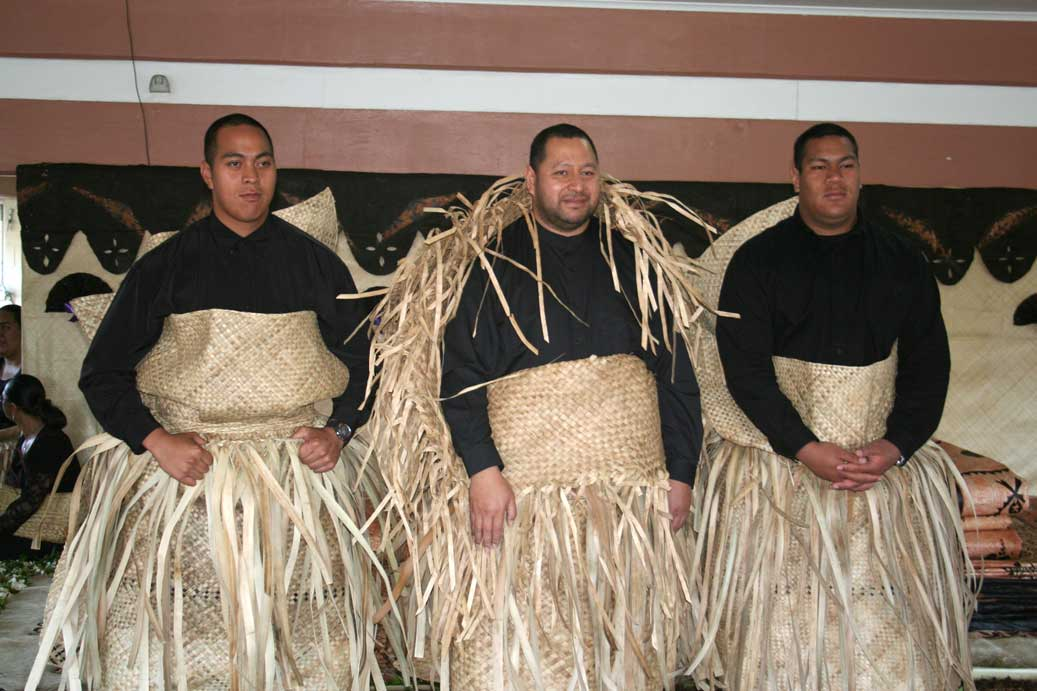
VI. Tupou koronahercegként (középen) fiaival hagyományos tongai öltözetben 2006 szeptemberében

1998-ban, véget vetve katonai karrierjének, a politika felé orientálódott és tagja lett a kormánynak; először, felváltva az akkori koronaherceget, legidősebb bátyját, külügy- és honvédelmi miniszterként egyazon időben, 1998 októbere és 2004 augusztusa között. 2000. január 3-án kinevezték miniszterelnöknek, amely pozíciót 2006. február 11-ig, lemondásáig viselt. Rezignálása valószínűleg összhangban volt a 2005 közepétől egyre inkább jelentkező politikai megmozdulásoknak, zavargásoknak, melyek a demokrácia kiterjesztéséért szálltak síkra, és, többek között, követelték, hogy a királyi család kevesebb részt vállaljon Tonga kormányzásában. Utódja, Feleti Sevele volt az első nem arisztokrata származású kormányfő az ország történetében.
2006 szeptemberében bátyja, V. Tupou György néven trónra lépett apjuk halála után (megkoronázására a zavargások és az alkotmányos válság miatt csak 2008-ban került sor). Mivel az újdonsült királynak törvényes házasságból gyermeke nem született, lévén soha nem nősült meg, így örökösének és koronahercegnek ʻAhoʻeitut jelölte meg 2006. szeptember 27-én. 2008-ban Tonga első ausztráliai főbiztosa (nagykövete) lett, így a következő években főként Canberrában tartózkodott.
A király bátyja 2012. március 18-án kórházba szállítása után meghalt Hongkongban. ʻAhoʻeitu ʻUnuakiʻotonga Tukuʻaho még aznap trónra lépett a VI. Tupou uralkodói nevet felvéve, a tongai kormányzati oldalon megjelent közlemény szerint, melyben a miniszterelnök Sialeʻataongo Tuʻivakanō értesítette a publikumot a beállott változásokról egy nappal V. Tupou György király halála után.

## Családja
Felesége Nanasipauʻu Tukuʻaho, Siaosi Tuʻihala ʻAlipate Vaea Tupou báró, néhai miniszterelnök lánya. Három gyermekük született. Örököse a második gyermek, idősebb fia, Siaosi Manumataongo ʻAlaivahamamaʻo ʻAhoʻeitu Konstantin Tukuʻaho (‘Ulukalala herceg)